# Vicente Trueba
Vicente Trueba Pérez (Sierrapando, Cantabrië 15 november 1905 - Cartes, 13 november 1986) was een Spaans wielrenner.
Hij was professional van 1928 tot 1936 en was een van de beste klimmers van zijn tijd. In 1933 was hij de eerste winnaar van het bergklassement in de Ronde van Frankrijk. In de Ronde van dat jaar eindigde hij als zesde in het eindklassement. De Ronde van Frankrijk 1934 finishte hij als tiende. Overigens werd er in zijn tijd nog geen bolletjestrui uitgereikt: die dateert pas van 1975.
Trueba Pérez was maar 1,54 meter lang en woog amper 50 kilo. Zijn bijnaam was dan ook "De Vlo van Torrelavega". Samen met zijn broers Fermín en Manuel nam hij deel aan de eerste Ronde van Spanje in 1935.

## Resultaten in voornaamste wedstrijden
| Jaar | Ronde van Italië | Ronde van Frankrijk | Ronde van Spanje |
| ---- | ---------------- | ------------------- | ---------------- |
| 1930 |                  | 24e                 |                  |
| 1932 |                  | 27e                 |                  |
| 1933 | 43e              | 6e                  |                  |
| 1934 | 37e              | 10e                 |                  |
| 1935 |                  | opgave              | opgave           |
| 1936 |                  |                     | opgave           |